# Бейкер, Масю
Масю Бейкер (яп. ベイカー 茉秋 Бэйка: Масю:, или Мэтью Бейкер; 25 сентября 1994, Токио, Япония) — японский дзюдоист, чемпион Олимпийских игр 2016, бронзовый призёр чемпионата мира (2015) и Азиатских игр (2018).

## Биография
Отец Бейкера — американец, а мать — японка.

### Спортивная карьера
В 2015 году на чемпионате мира в Астане завоевал бронзовую медаль.
В 2016 году на летних Олимпийские игры 2016 в Рио-де-Жанейро завоевал золотую медаль, в финале победив грузинского дзюдоиста Варлама Липартелиани.
В 2018 году на Азиатских играх в Джакарте завоевал бронзовую медаль.

## Выступления на Олимпиадах
| Олимпиада           | Дисциплина              | Место   |
| ------------------- | ----------------------- | ------- |
| Рио-де-Жанейро 2016 | дзюдо, мужчины до 90 кг | 1 место |